# Cellaria elongata
Cellaria elongata är en mossdjursart som först beskrevs av Jean-Loup d'Hondt 1985, och fick sitt nu gällande namn av not Canu 1908. Cellaria elongata ingår i släktet Cellaria och familjen Cellariidae. Inga underarter finns listade i Catalogue of Life.